# الصيح (ذي السفال)

تعديل مصدري - تعديل

الصيح محلة تابعة لقرية الرباط، التابعة لعزلة وادي ضباء بمديرية ذي السفال إحدى مديريات محافظة إب في الجمهورية اليمنية، بلغ تعداد سكانها 321 حسب تعداد اليمن لعام 2004.